# Huitième circonscription de Paris
Pour les articles homonymes, voir Huitième circonscription de Paris de 1958 à 1986 et Huitième circonscription de Paris de 1988 à 2012.
La huitième circonscription de Paris est l'une des 18 circonscriptions électorales françaises que compte le département de Paris (75) situé en région Île-de-France depuis le redécoupage des circonscriptions électorales réalisé en 2010 et applicable à partir des élections législatives de juin 2012.

## Délimitation de la circonscription
La loi du 23 février 2010 ratifie l'ordonnance du 29 juillet 2009, laquelle détermine la répartition des sièges et la délimitation des circonscriptions pour l'élection des députés.
La circonscription est délimitée ainsi : une partie du 12e arrondissement, comprenant les quartiers de Picpus, du Bel-Air et de Bercy, ainsi qu'une partie du 20e arrondissement, comprenant la portion du quartier de Charonne située au sud d'un axe suivant l'avenue de la Porte-de-Montreuil, la rue d'Avron, la rue des Pyrénées, la rue de la Plaine et le boulevard de Charonne.
Cette délimitation s'applique donc à partir de la XIVe législature de la Cinquième République française.
Cette huitième circonscription de Paris correspond à l'adjonction de la précédente huitième circonscription à laquelle a été jointe la partie sud de la vingt et unième.

## Députés
| Législature | Début de mandat | Fin de mandat | Député            | Parti politique | Observations                                                                           |
| ----------- | --------------- | ------------- | ----------------- | --------------- | -------------------------------------------------------------------------------------- |
| XIIIe       | 20 juin 2007    | 19 juin 2012  | Sandrine Mazetier | PS              |                                                                                        |
| XIVe        | 20 juin 2012    | 20 juin 2017  | Sandrine Mazetier | PS              |                                                                                        |
| XVe         | 21 juin 2017    | 21 juin 2022  | Laetitia Avia     | LREM            |                                                                                        |
| XVIe        | 22 juin 2022    | 9 juin 2024   | Éva Sas           | EÉLV            | Mandat écourté à la suite d'une dissolution parlementaire décidée par Emmanuel Macron. |
| XVIIe       | 8 juillet 2024  | En cours      | Éva Sas           | EÉLV            |                                                                                        |

## Résultats électoraux

### Élections législatives de 2012
Les élections législatives se sont déroulées les dimanches 10 et 17 juin 2012.
| Candidat       | Candidat                | Parti             | Premier tour | Premier tour | Second tour | Second tour |  |
| Candidat       | Candidat                | Parti             | Voix         | %            | Voix        | %           |  |
| -------------- | ----------------------- | ----------------- | ------------ | ------------ | ----------- | ----------- |  |
|                | Sandrine Mazetier élue  | PS                | 20 565       | 42,42        | 28 473      | 61,60       |  |
|                | Charles Beigbeder       | UMP               | 12 481       | 25,75        | 17 749      | 38,40       |  |
|                | Alexis Corbière         | FG (PG) (PCF)     | 3 775        | 7,79         |             |             |  |
|                | Christian Vaugé         | RBM (SIEL) (FN)   | 2 979        | 6,15         |             |             |  |
|                | Christophe Najdovski    | EÉLV              | 2 549        | 5,26         |             |             |  |
|                | Franck Margain          | PCD               | 1 841        | 3,80         |             |             |  |
|                | Jean-Marie Taphoureau   | CpF (MoDem)       | 1 593        | 3,29         |             |             |  |
|                | Jérôme Micucci          | Pirate            | 405          | 0,84         |             |             |  |
|                | Benjamin Candelon       | MRC               | 304          | 0,63         |             |             |  |
|                | Clément Vincent         | DLR               | 286          | 0,59         |             |             |  |
|                | Yvan Monème             | AC                | 216          | 0,45         |             |             |  |
|                | Marie-Thérèse Altermath | AÉI               | 202          | 0,42         |             |             |  |
|                | Yves Roux               | NPA               | 194          | 0,40         |             |             |  |
|                | Aurélie Jochaud         | LO                | 159          | 0,33         |             |             |  |
|                | Jean-François Latour    | Divers (CPOC)     | 140          | 0,29         |             |             |  |
|                | Albert Batihe           | Divers (NGR)      | 138          | 0,28         |             |             |  |
|                | François Damerval       | Cap21             | 135          | 0,28         |             |             |  |
|                | Marie-José Maubert      | Divers écologiste | 122          | 0,25         |             |             |  |
|                | Stéphane Guyot          | PVB               | 118          | 0,24         |             |             |  |
|                | Philippe Clergeault     | AR                | 82           | 0,17         |             |             |  |
|                | Liliane Hillereau       | Divers            | 74           | 0,15         |             |             |  |
|                | Patrice Henin           | Divers gauche     | 67           | 0,14         |             |             |  |
|                | Majid Touhami           | NUFR ,            | 51           | 0,11         |             |             |  |
|                |                         |                   |              |              |             |             |  |
| Inscrits       | Inscrits                | Inscrits          | 80 079       | 100,00       | 80 063      | 100,00      |  |
| Abstentions    | Abstentions             | Abstentions       | 31 130       | 38,87        | 32 652      | 40,78       |  |
| Votants        | Votants                 | Votants           | 48 949       | 61,13        | 47 411      | 59,22       |  |
| Blancs et nuls | Blancs et nuls          | Blancs et nuls    | 473          | 0,97         | 1 189       | 2,51        |  |
| Exprimés       | Exprimés                | Exprimés          | 48 476       | 99,03        | 46 222      | 97,49       |  |

### Élections législatives de 2017
Les élections législatives se sont déroulées les dimanches 11 et 18 juin 2017.
|                                                                       | |                           |                           |                          |                          |
|                                                                       | | Premier tour 11 juin 2017 | Premier tour 11 juin 2017 | Second tour 18 juin 2017 | Second tour 18 juin 2017 |
|                                                                       | |                           |                           |                          |                          |
|                                                                       | | Nombre                    | % des inscrits            | Nombre                   | % des inscrits           |
| Inscrits                                                              | Inscrits | 82 171                    | 100,00                    | 82 164                   | 100,00                   |
| Abstentions                                                           | Abstentions | 34 869                    | 42,43                     | 44 197                   | 53,79                    |
| Votants                                                               | Votants | 47 302                    | 57,57                     | 37 967                   | 46,21                    |
|                                                                       | |                           | % des votants             |                          | % des votants            |
| Bulletins blancs                                                      | Bulletins blancs | 334                       | 0,71                      | 3 952                    | 10,41                    |
| Bulletins nuls                                                        | Bulletins nuls | 127                       | 0,27                      | 970                      | 2,55                     |
| Suffrages exprimés                                                    | Suffrages exprimés | 46 841                    | 99,03                     | 33 045                   | 87,04                    |
|                                                                       | |                           |                           |                          |                          |
| Candidat Étiquette politique (partis et alliances)                    | Candidat Étiquette politique (partis et alliances)                                                                    | Voix                      | % des exprimés            | Voix                     | % des exprimés           |
|                                                                       | |                           |                           |                          |                          |
|                                                                       | Laetitia Avia La République en marche                                                                                 | 18 545                    | 39,59                     | 21 335                   | 64,56                    |
|                                                                       | Valérie Montandon Les Républicains (Union des démocrates et indépendants)                                             | 7 227                     | 15,43                     | 11 710                   | 35,44                    |
|                                                                       | Sandrine Mazetier (députée sortante) Parti socialiste (Union des démocrates et des écologistes - Génération écologie) | 6 964                     | 14,87                     |                          |                          |
|                                                                       | Clément Bony La France insoumise                                                                                      | 6 278                     | 13,40                     |                          |                          |
|                                                                       | Emmanuelle Pierre-Marie Europe Écologie Les Verts                                                                     | 2 803                     | 5,98                      |                          |                          |
|                                                                       | Renée-Michelle Thimotte Front national                                                                                | 1 729                     | 3,69                      |                          |                          |
|                                                                       | Marianne Journiac Parti communiste français (République et socialisme)                                                | 728                       | 1,55                      |                          |                          |
|                                                                       | Jean-Philippe Cournet Divers (Parti animaliste)                                                                       | 586                       | 1,25                      |                          |                          |
|                                                                       | Anastasia Marie Debout la France                                                                                      | 452                       | 0,96                      |                          |                          |
|                                                                       | Franck Margain Divers droite (Parti chrétien-démocrate)                                                               | 348                       | 0,74                      |                          |                          |
|                                                                       | Catherine Lassenay Divers (Union populaire républicaine)                                                              | 315                       | 0,67                      |                          |                          |
|                                                                       | Amine Sahbatou Écologiste (Alliance écologiste indépendante)                                                          | 280                       | 0,60                      |                          |                          |
|                                                                       | Aurélie Jochaud Lutte ouvrière                                                                                        | 205                       | 0,44                      |                          |                          |
|                                                                       | Simon Arnaudet Divers (Parti du vote blanc)                                                                           | 186                       | 0,40                      |                          |                          |
|                                                                       | Omar Mécheri Écologiste (Mouvement 100 %)                                                                             | 78                        | 0,17                      |                          |                          |
|                                                                       | Frédéric Perrot Divers gauche (Mouvement des progressistes)                                                           | 69                        | 0,15                      |                          |                          |
|                                                                       | Werner Latournald Divers (577-Les Indépendants)                                                                       | 48                        | 0,10                      |                          |                          |
| Source : Ministère de l'Intérieur - Huitième circonscription de Paris | |                           |                           |                          |                          |

### Élections législatives de 2022
Les élections législatives françaises de 2022 se sont déroulées les dimanches 12 et 19 juin 2022.
|                                                    |                                                                                  |                           |                           |                          |                          |
|                                                    |                                                                                  | Premier tour 12 juin 2022 | Premier tour 12 juin 2022 | Second tour 19 juin 2022 | Second tour 19 juin 2022 |
|                                                    |                                                                                  |                           |                           |                          |                          |
|                                                    |                                                                                  | Nombre                    | % des inscrits            | Nombre                   | % des inscrits           |
| Inscrits                                           | Inscrits                                                                         | 85 265                    | 100                       | 85 267                   | 100                      |
| Abstentions                                        | Abstentions                                                                      | 37 827                    | 44,36                     | 38 854                   | 45,57                    |
| Votants                                            | Votants                                                                          | 47 438                    | 55,64                     | 46 413                   | 54,43                    |
|                                                    |                                                                                  |                           | % des votants             |                          | % des votants            |
| Bulletins blancs                                   | Bulletins blancs                                                                 | 504                       | 1,06                      | 1 735                    | 3,74                     |
| Bulletins nuls                                     | Bulletins nuls                                                                   | 194                       | 0,41                      | 623                      | 1,34                     |
| Suffrages exprimés                                 | Suffrages exprimés                                                               | 46 740                    | 98,53                     | 44 055                   | 94,92                    |
|                                                    |                                                                                  |                           |                           |                          |                          |
| Candidat Étiquette politique (partis et alliances) | Candidat Étiquette politique (partis et alliances)                               | Voix                      | % des exprimés            | Voix                     | % des exprimés           |
|                                                    |                                                                                  |                           |                           |                          |                          |
|                                                    | Éva Sas Nouvelle Union populaire écologique et sociale Europe Écologie Les Verts | 19 490                    | 41,70                     | 23 824                   | 54,08                    |
|                                                    | Laetitia Avia* Ensemble                                                          | 13 059                    | 27,94                     | 20 228                   | 45,92                    |
|                                                    | Valérie Montandon Les Républicains                                               | 5 282                     | 11,30                     |                          |                          |
|                                                    | Vanessa Lancelot Rassemblement national                                          | 2 165                     | 4,63                      |                          |                          |
|                                                    | Jannick Trunkenwald Reconquête                                                   | 2 051                     | 4,39                      |                          |                          |
|                                                    | Marie-Claude Giraud Mouvement républicain et citoyen                             | 1 441                     | 3,08                      |                          |                          |
|                                                    | Nezha Kobbi Écologistes                                                          | 976                       | 2,09                      |                          |                          |
|                                                    | Laurence Volbart Parti animaliste                                                | 758                       | 1,62                      |                          |                          |
|                                                    | Crystal Duponcel Les Patriotes                                                   | 405                       | 0,87                      |                          |                          |
|                                                    | Grégory Ritrovato Parti pirate                                                   | 404                       | 0,86                      |                          |                          |
|                                                    | Marie-Noelle Blondel Alliance centriste                                          | 367                       | 0,79                      |                          |                          |
|                                                    | Anne Bernon Lutte ouvrière                                                       | 259                       | 0,55                      |                          |                          |
|                                                    | Manuel Lutz Sans étiquette                                                       | 83                        | 0,18                      |                          |                          |
| * Députée sortante                                 |                                                                                  |                           |                           |                          |                          |

### Élections législatives de 2024
|                          | Éva Sas                        | LÉ (NFP)                 | UG                       | 30 923 | 50,73 |  |  |
|                          | David Ouzilou                  | RE (ENS)                 | ENS                      | 17 305 | 28,39 |  |  |
|                          | Vanessa Vicente                | RN                       | RN                       | 7 084  | 11,62 |  |  |
|                          | Florent Brunetti               | LR                       | LR                       | 3 210  | 5,27  |  |  |
|                          | Pierre-Louis Giscard d'Estaing | UDI - VD                 | DVC                      | 960    | 1,57  |  |  |
|                          | Jannick Trunkenwald            | REC                      | REC                      | 688    | 1,13  |  |  |
|                          | Anne Bernon                    | LO                       | EXG                      | 317    | 0,52  |  |  |
|                          | Christine Vial Kayser          | AC (LC)                  | DVC                      | 280    | 0,46  |  |  |
|                          | Camille Adoue                  | PT                       | EXG                      | 176    | 0,29  |  |  |
|                          | Manuel Lutz                    | DNM                      | REG                      | 19     | 0,03  |  |  |
|                          | Gwenolé Selles                 | NPA-R                    | EXG                      | 0      | 0,00  |  |  |
|                          | N'Cho Xavier Lawson-Abgan      | PMG                      | DVG                      | 0      | 0,00  |  |  |
|                          |                                |                          |                          |        |       |  |  |
| Suffrages exprimés       | Suffrages exprimés             | Suffrages exprimés       | Suffrages exprimés       | 60 962 | 98,54 |  |  |
| Votes blancs             | Votes blancs                   | Votes blancs             | Votes blancs             | 625    | 1,01  |  |  |
| Votes nuls               | Votes nuls                     | Votes nuls               | Votes nuls               | 280    | 0,45  |  |  |
| Total                    | Total                          | Total                    | Total                    | 61 867 | 100   |  |  |
| Abstention               | Abstention                     | Abstention               | Abstention               | 23 430 | 27,47 |  |  |
| Inscrits / participation | Inscrits / participation       | Inscrits / participation | Inscrits / participation | 85 297 | 72,53 |  |  |